# 666 (Basstard-und-Kaisa-Album)
666 ist ein Kollaboalbum der Berliner Rapper Basstard und Kaisa. Es wurde am 30. Mai 2008 über Hell Raisa Records und Horrorkore Entertainment veröffentlicht und wird von Sony Music Entertainment vertrieben. 666 ist die Wiederveröffentlichung des Albums Das Omen, das unter diesem Namen aus rechtlichen Gründen nicht mehr verkauft werden durfte. Es fehlen jedoch die Stücke Das Omen, Angst vor Geistern, Scream, Säge, Es und Was noch kommt, die durch die neuen Lieder Halloween 2008, Durch den Nebel, Plastikwelt und 666 ersetzt wurden.

## Titelliste
1. Es beginnt – 1:35
2. Kino Tag – 3:49
3. Kein Alibi – 4:29

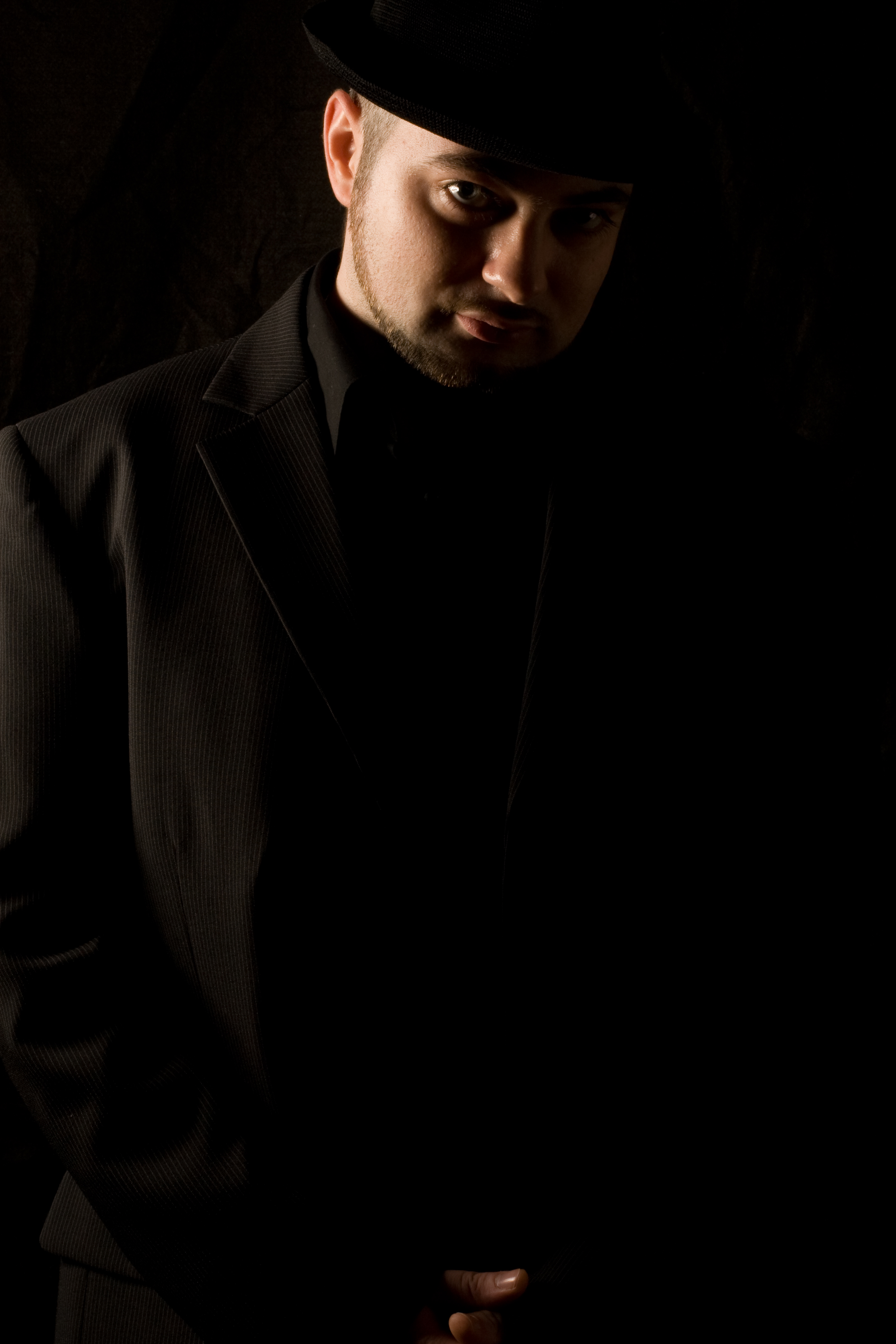
MC Basstard

4. Legal, Illegal, Scheißegal (mit Skinny Al und GPC) – 5:20
5. Tag der Dämonen – 4:32
6. Kämpf – 4:27
7. Schwarzer Markt (mit Organ Mafia & Abu Sex) – 5:16
8. Drachengift – 3:38
9. Monster (mit 4.9.0 Friedhof Chiller) – 5:23
10. Nimm meine Hand – 4:56
11. Das Jüngste Gericht – 4:03
12. Von damals bis Heute (mit Manny Marc & Frauenarzt) – 6:15
13. Der Imperator – 4:38
14. Es kommt – 4:28
15. Halloween 2008 – 3:00
16. Durch den Nebel (mit Vollkontakt) – 4:33
17. Plastikwelt – 3:32
18. 666 (mit Medizin Mann) – 3:38

## Produktion
Die musikalische Untermalung der gerappten Strophen bilden Hip-Hop-Beats, die von einer Vielzahl von Produzenten beigesteuert worden waren. Es beginnt, das erste Stück des Albums, wurde von Basstard selbst produziert. Massaka Beats war für die Musik zu Kino Tag, F.A.K. für Legal, Illegal, Scheißegal und Von damals bis Heute, Syndikate Beats für Tag der Dämonen, Balkan Beats für Kämpf, Flash Gordon für Drachengift und Crizdova für Nimm meine Hand verantwortlich. Der als Mitglied der Gruppe VS Mafia bekannte Woroc war durch die Lieder Kein Alibi und Schwarzer Markt ebenfalls als Produzent beteiligt. Des Weiteren steuerte der Rapper Blokkmonsta die Musik zu Monster bei. Für die Beats zu Das Jüngste Gericht und Der Imperator zeichnet Undercover Molotov, zu Halloween 2008 und 666 High Hat und zu Durch den Nebel Voodoo Beats verantwortlich. Zudem entstanden zwei Stücke durch die Zusammenarbeit mit DJ Korx, mit welchem Basstard 2007 das gemeinsame Album Verdammt veröffentlicht hatte. Diese sind Plastikwelt und Es kommt. Das Mastering der Lieder Halloween 2008, Durch den Nebel, Plastikwelt und 666 wurde von Beatzarre übernommen.

## Vermarktung
Zur Vermarktung wurde das Lied Plastikwelt, eines der vier neuen Stücke der Wiederveröffentlichung des Albums, ausgewählt und als Video umgesetzt.

## Illustration
Das Artwork des Covers wurde von C.O.G. Graphix designt. Im Booklet sind mehrere Bilder eines Mädchens zu erkennen, dass etwa vor einer Feuer-Kulisse posiert und eine blutige Axt in den Händen hält. Bei dem Fotomodell handelt es sich um Laura T. Die Fotografien wurden von Marcus J. Ranum angefertigt.

## Rezeption

### Kritik
Die Internetseite Hiphop-Jam.net zeichnete das Album mit dreieinhalb von möglichen fünf Bewertungspunkten aus. 666 wird stilistisch als „düster, abwechslungsreich, geschichtslastig, kalt, kritisch und stellenweise gefühlslos“ eingeordnet. Die musikalische Untermalung beinhalte „viele Synthis und dunkle Pianos“, was den Themen angemessen ist. Basstards und Kaisas Vortragsweisen haben sich zwar verbessert, stehen aber hinter dem Inhalt der Stücke zurück. Zusammenfassend wird 666 durch den bewertenden Redakteur als „atmosphärisch gelungenes Album, das man sich besonders an verregneten und dunklen Tagen“ anhören könne, beschrieben.

### Indizierung
666 wurde Ende November 2010 zusammen mit dem Album Das Omen durch die Bundesprüfstelle für jugendgefährdende Medien indiziert. Es wurde dabei auf Liste A gesetzt, womit es nicht mehr an Minderjährige verkauft oder beworben werden darf.